# 1984 en mathématiques
| Années des mathématiques : 1981 - 1982 - 1983 - 1984 - 1985 - 1986 - 1987    |
| Décennies des mathématiques : 1950 - 1960 - 1970 - 1980 - 1990 - 2000 - 2010 |

Cet article présente les faits marquants de l'année 1984 en mathématiques.

## Naissances
- 2 avril : Alessio Figalli, mathématicien italien.
- 25 septembre : Mickaël Launay, vidéaste et mathématicien français.
- 2 décembre : Maryna Viazovska, mathématicienne ukrainienne.

- Mark Braverman, informaticien et mathématicien israélien.
- Fanny Kassel, mathématicienne française.
- Dimitris Koukoulopoulos, mathématicien grec.

## Décès
- 29 janvier : John Macnaghten Whittaker (né en 1905), mathématicien britannique.
- 20 février : Giuseppe Colombo (né en 1920), mathématicien, astronome, ingénieur italien.
- 22 février :
  - Grete Hermann (née en 1901), mathématicienne et philosophe allemande.
  - Max Newman (né en 1897), mathématicien et informaticien britannique.
- 7 mars : Charles Pisot (né en 1910), mathématicien français.
- 13 mars : François Le Lionnais (né en 1901), ingénieur chimiste et mathématicien français.
- 19 mars : Richard Bellman (né en 1920), mathématicien américain.
- 13 mai : Stanislaw Ulam (né en 1909), mathématicien américain d'origine polonaise.
- 20 juin : Gabriel Andrew Dirac (né en 1925), mathématicien hongrois.
- 28 juin : Claude Chevalley (né en 1909), mathématicien français.
- 20 juillet : Gabriel Andrew Dirac (né en 1925), mathématicien britannico-hongrois.
- 8 octobre : René Garnier (né en 1887), mathématicien français.
- 26 octobre : Mark Kac (né en 1914), mathématicien américain d'origine polonaise.
- 27 octobre : Ruy Luís Gomes (né en 1905), mathématicien portugais.
- 9 novembre : Hans Petersson (né en 1902), mathématicien allemand.
- 29 novembre : Tatiana Pavlovna Ehrenfest (née en 1905), mathématicienne néerlandaise.
- 3 décembre : Vladimir Abramovitch Rokhline (né en 1919), mathématicien russe-soviétique.
- 20 décembre : Max Deuring (né en 1907), mathématicien allemand.

- Julius Richard Büchi (né en 1924), mathématicien suisse.